# マッティ・オイリング
マッティ・オイリング(Matti Oiling、1942年11月20日 – 2009年11月5日）は、フィンランドのヘルシンキ出身のジャズドラマー、作曲家。1969年にオイリング・ボーリング・リズミン・ブルース・バンド(Oiling Boiling Rhythm´n Blues Band)を結成し活動を行っていた。
2009年11月5日、バンド共にツアーで訪れていたスペインのフエンヒローラにて死亡。66歳だった。